# Абель Феррара
Абель Феррара (англ. Abel Ferrara; 19 липня 1951 року, Бронкс, Нью-Йорк, США) — американський режисер, сценарист і кліпмейкер.

## Біографія
Ще в юності Абель Феррара серйозно захоплювався кіно і знімав власні аматорські фільми. Він познайомився з двома молодими людьми, які згодом стали працювати з ним як сценарист і звукоінженер — з Ніколасом Сент-Джоном і Джоном Макінтайр. На ранніх стадіях творчості трійця знімала фільми на 8-мм камеру. Пізніше тріо знову об'єдналося, заснувавши студію «Наварон Філмз».
Перший успіх прийшов у 1979 році, коли він зняв і виконав головну роль у фільмі «Убивця з електродрилем», який розповідає історію бідного художника, який сходить з розуму від злиднів і починає полювати на жителів Нью-Йорка з електродрилем в руках. Фільм, знятий за мізерні гроші, став класикою реалістичного хоррора, а згодом і культовим фільмом. Феррара ще й написав до фільму пісні (під псевдонімом Джиммі Лейн).
До кінця 80-х Феррара продовжує знімати малобюджетні «шокери», а потім раптом перемикається на «мейнстрім» — «Король Нью-Йорка», «Поганий лейтенант» і «Викрадачі тіл».
Однак до самого Феррари успіх прийшов пізніше, тільки після кримінальної драми «Міс сорок п'ятий калібр». Фільм отримав позитивні рецензії від критиків і дав можливість Феррарі отримати фінансування для своїх майбутніх робіт.
На телебаченні Абель Феррара доклав руку до серіалу «Поліція Маямі». Він дотепер відомий любов'ю до низькобюджетних, як правило, шокуючих публіку фільмів.
Найкращим періодом у творчості Феррара стали ранні 90-ті. Саме тоді на екрани виходить кримінальний фільм «Король Нью-Йорка» з Крістофером Вокеном в головній ролі. Фільм про наркотики і мафіозне середовище, на думку критиків, вдався Феррарі настільки добре, що може бути поставлений поруч з такою класикою фільмів про мафію, як «Обличчя зі шрамом» і «Шлях Карліто».
Однак шедевром Феррари став «Поганий лейтенант» 1992 року, в якому режисер звично для себе експлуатує теми сексизму (герой Кейтеля ненавидить жінок, як головна героїня фільму «Міс сорок п'ятий калібр» одержима ідеями чоловіконенависництва), руйнує сформований образ поліцейського-захисника слабких, малюючи портрет корисливого поліцейського, якому, проте, надається шанс змінити своє життя, коли він через гроші втягується в розслідування зґвалтування черниці. Фільми Феррари часто пов'язані з релігійною тематикою, практично в кожній з його робіт згадується або показано зґвалтування.
Абель Феррара є улюбленцем міжнародних кінофестивалів, де він отримав чимало призів. На Берлінському кінофестивалі його картина «Залежність» 1995 року претендувала на «Золотого ведмедя». На Каннському кінофестивалі фільм «Викрадачі тіл» претендував на «Золоту пальмову гілку». На кінофестивалі в Довілі картина «Китаянка» номінувалася на приз критиків. На кінофестивалі «Fantasporto» фільм «Поганий лейтенант» номінувався на Гран-прі. На міжнародному кінофестивалі в Монреалі фільм «Казки стриптиз-клубу» номінувався на головний приз. На кінофестивалі «Mystfest» фільм «Король Нью-Йорка» претендував на головний приз, а отримав приз за найкращу режисуру, картина «Залежність» також номінувалася на Гран-прі та отримала приз критиків, фільм «Переслідувач кішок» номінувався на головний приз. На міжнародному тижні фантастичного кіно в Малазі картина «Залежність» отримала Гран-прі. На нью-йоркському міжнародному кінофестивалі незалежного кіно картина «Наше Різдво» отримала Гран-прі, а фільм «Амнезія» удостоївся спеціального призу журі. На міжнародному кінофестивалі в Сітгеї картина «Готель Нова троянда» номінувався на Гран-прі, а в 2008 році режисерові вручили почесний приз за внесок у розвиток кіномистецтва. На Венеціанському кінофестивалі картина «Останні дні на Землі» номінувалася на Гран-прі; фільм «Марія» претендував на «Золотого лева», а отримав спеціальний приз журі та ще три спеціальні призи, картина «Готель Нова троянда» також номінувалася на Гран-прі, а отримала спеціальний приз і приз критиків.

## Фільмографія
| Рік  |     | Українська назва                       | Оригінальна назва                         | Роль                      |
| ---- | --- | -------------------------------------- | ----------------------------------------- | ------------------------- |
| 1971 | кф  |                                        | Nicky's Film                              | режисер, оператор, актор  |
| 1972 | кф  |                                        | The Hold Up                               | режисер, сценарист, актор |
| 1973 | кф  |                                        | Could This Be Love                        | режисер, сценарист        |
| 1976 | ф   |                                        | 9 Lives of a Wet Pussy                    | режисер, монтажер, актор  |
| 1977 | кф  |                                        | Not Guilty: For Keith Richards            | режисер, оператор         |
| 1979 | ф   | Убивця з електродрилем                 | The Driller Killer                        | режисер, монтажер, актор  |
| 1981 | ф   | Міс «45 калібр»                        | Ms. 45                                    | режисер, актор            |
| 1984 | ф   | Місто страху                           | Fear City                                 | режисер                   |
| 1985 | с   | Поліція Маямі                          | Miami Vice                                | режисер                   |
| 1986 | тф  | Гладіатор                              | The Gladiator                             | режисер                   |
| 1986 | с   | Кримінальна історія                    | Crime Story                               | режисер                   |
| 1987 | ф   | Китаянка                               | China Girl                                | режисер                   |
| 1988 | тф  | Одинак                                 | The Loner                                 | режисер                   |
| 1989 | ф   | Переслідувач кішок                     | Cat Chaser                                | режисер                   |
| 1990 | ф   | Король Нью-Йорка                       | King of New York                          | режисер                   |
| 1992 | ф   | Поганий лейтенант                      | Bad Lieutenant                            | режисер, сценарист        |
| 1993 | ф   | Викрадачі тіл                          | Body Snatchers                            | режисер                   |
| 1993 | ф   | Небезпечна гра                         | Dangerous Game (Snake Eyes)               | режисер                   |
| 1995 | ф   | Залежність                             | The Addiction                             | режисер                   |
| 1996 | кф  | Каліфорнія                             | California                                | режисер                   |
| 1996 | ф   | Похорон                                | The Funeral                               | режисер                   |
| 1997 | ф   | Амнезія                                | The Blackout                              | режисер, сценарист        |
| 1997 | тф  | Не притулятися                         | SUBWAYStories: Tales from the Underground | режисер                   |
| 1998 | ф   | Готель «Нова троянда»                  | New Rose Hotel                            | режисер, сценарист        |
| 2001 | ф   | Наше Різдво                            | 'R Xmas                                   | режисер, сценарист        |
| 2002 | ф   | Білий хлопець                          | White Boy                                 | продюсер                  |
| 2005 | ф   | Марія                                  | Mary                                      | режисер, сценарист        |
| 2005 | док | Одіссея в Римі                         | Odyssey in Rome                           | продюсер                  |
| 2007 | ф   | Казки стриптиз-клубу                   | Go Go Tales                               | режисер, сценарист        |
| 2008 | док | Челсі з льодом                         | Chelsea on the Rocks                      | режисер, сценарист        |
| 2009 | док | Неаполь, Неаполь, Неаполь              | Napoli, Napoli, Napoli                    | режисер, сценарист        |
| 2009 | ф   | Поганий лейтенант                      | Bad Lieutenant                            | сценарист                 |
| 2009 | ф   |                                        | 42 One Dream Rush                         | режисер                   |
| 2009 | ф   | Зв'язана                               | Bandaged                                  | продюсер                  |
| 2010 | док | Дядя Боб                               | Uncle Bob                                 | продюсер                  |
| 2010 | док | Вулиця Малберрі                        | Mulberry St.                              | режисер                   |
| 2011 | ф   | 4:44 Останній день на Землі            | 4:44 Last Day on Earth                    | режисер, сценарист        |
| 2011 | ф   | Щасливе життя                          | Happy Life                                | продюсер                  |
| 2011 | ф   | Бето! Поганий хлопець з вулиці Томпсон | Beto! The Bad Boy of Thompson Street      | продюсер                  |
| 2012 | кф  |                                        | 3 by 3, 1 by 1                            | продюсер                  |
| 2014 | ф   | Ласкаво просимо в Нью-Йорк             | Welcome to New York                       | режисер, сценарист        |
| 2014 | ф   | Пазоліні                               | Pasolini                                  | режисер, сценарист        |
| 2017 | док | Живий у Франції                        | Alive in France                           | режисер                   |